# Scotch Lake
Scotch Lake é uma aldeia localizada na no Continente da América do Norte, Condado de York, e província de New Brunswick, no Canadá.

## Descrição
Esta comunidade deve a sua fundação a seis famílias originários do Reino Unido, mais propriamente das localidades de Roxburghshire e de Dumfriesshire, que aqui chegaram em 1820, ano da fundação de Scotch Lake.
Esta localidade situada nas margens do Lago Scotch, possui uma estação de serviço da Shell e é habitada por uma população relativamente flutuante que ronda os 15 habitantes. As principais actividades exercidas em Scotch Lake são a pesca e a caça.